# Carmen (film, 1984)
Pour les articles homonymes, voir Carmen.
Pour plus de détails, voir Fiche technique et Distribution.
Carmen est un film dramatique franco-italien réalisé par Francesco Rosi, sorti en 1984.

## Synopsis
Voir le synopsis dans la page consacrée à l'opéra de Bizet : Carmen (opéra)

## Fiche technique
- Réalisation : Francesco Rosi
- Scénario : Henri Meilhac, Ludovic Halévy, Francesco Rosi et Tonino Guerra, d'après le roman de Prosper Mérimée
- Production : Marcel Dassault, Patrice Ledoux et Alain Poiré
- Photographie : Pasqualino De Santis
- Montage : Ruggero Mastroianni et Colette Semprún
- Musique : Georges Bizet, Orchestre national de France, Chœur et Maîtrise de Radio France et Lorin Maazel
- Direction artistique : Gianni Giovagnoni et Pierre-Louis Thévenet
- Costumes et décors : Enrico Job
- Son : Dominique Hennequin, Guy Level et Harald Maury
- Maquillage : Francesco Freda
- Format : Couleurs - 1,75:1 - Dolby - 35 mm
- Pays de production :  France -  Italie
- Langue : français
- Dates de sortie : 
  - France : 14 mars 1984
  - Italie : 20 septembre 1984
- Affiche : Michel Landi (France)

## Distribution
- Julia Migenes-Johnson : Carmen
- Plácido Domingo : Don José
- Ruggero Raimondi : Escamillo
- Faith Esham : Micaëla
- François Le Roux : Moralès
- John-Paul Bogart : Zuñiga
- Susan Daniel : Mercédès
- Lillian Watson : Frasquita
- Jean-Philippe Lafont : Dancaïre
- Gérard Garino : Remendado
- Julien Guiomar : Lillas Pastia
- Accursio Di Leo : Guide
- Maria Campano : Manuelita
- Cristina Hoyos : danseuse
- Juan Antonio Jiménez : danseur

## Autour du film
- Il s'agit de la première version cinématographique à utiliser des dialogues entre les différents numéros musicaux.
- Le tournage s'est déroulé en Espagne, et notamment dans la ville de Ronda.

## Distinctions
- Prix du meilleur film étranger et nomination au prix de la meilleure musique et du meilleur son, lors des BAFTA Awards 1985.
- César du meilleur son et nomination au César du meilleur film, meilleur réalisateur, meilleure photographie, meilleurs décors, meilleurs costumes et meilleure actrice (Julia Migenes) en 1985.
- Prix David di Donatello du meilleur film, meilleur réalisateur, meilleure photographie, meilleur montage, meilleurs décors et meilleurs costumes en 1985.
- Nomination au Golden Globes du meilleur film étranger en 1985.